# Marksanering i Sverige
Marksanering och jordrening, efterbehandling av förorenad mark, innebär att med olika behandlingsåtgärder göra förorenad mark användbar för exempelvis bostadsändamål. Marksanering är ett för Sverige relativt nytt begrepp, till och med en helt ny bransch. I Sverige var cirka 500 personer sysselsatta med marksanering år 2007. Under 2007 framträdde branschen i Sverige alltmer som en återvinningsindustri. Massor som tidigare varit förorenade hade börjat att återanvändas i byggprojekt. Även en svensk standard för återvunna renade massor började växa fram.

## Marksanering och jordrening
Ordet sanering betyder att "göra ren". Närliggande begrepp är efterbehandling av förorenad mark som betyder att "göra hälsosam".
Industriverksamhet, gruvnäring, olyckor, utsläpp, med mera har medfört att mark på åtskilliga platser är förorenade. Länsstyrelserna i Sverige kartlägger sedan några år förorenade områden i Sverige. Under år 2006 har stått att läsa på Naturvårdsverkets hemsida att cirka 45 000 områden är identifierade. Antalet ökar för varje år. Föroreningar i marken sker ännu i vår tid men mycket av det som man finner har skett under 1800- och 1900-talen.
I Stockholm kan nämnas delar av östra Södermalm där klädesindustrier startade redan på 1600- och 1700-talen (läsförslag: Per Anders Fogelströms stadsserie). Även Beckholmen är förorenat efter flottans verksamheter med örlogsfartyg och långvarig varvsverksamhet. I Bergslagen kan nämnas gruvverksamheter från medeltiden och framåt. I Göta älvdalen och i Göta älvs bottensediment kan nämnas lämningar efter industrier från även sena 1900-talet.
Föroreningsgraden varierar liksom slaget av föroreningar. Vanliga föroreningar är av petroleumprodukter (såsom olja, bensin och diesel), PAH (polycykliska aromatiska kolväten), tungmetaller (arsenik, koppar, kvicksilver, krom, zink med flera) och bekämpningsmedel som DDT och Lindan. Även föroreningar såsom klorerade lösningsmedel, polyklorerade bifenyler och dioxiner är vanligt. Dessutom är det vanligt med blandföroreningar av ovanstående föroreningar.

## Förorenade marker
När ett nytt område inventeras är föroreningar antingen kända på förhand, eller också finns en misstanke på grund av att typiskt förorenande verksamhet har funnits på platsen tidigare. I dessa fall utförs provtagning, och analyser får visa hur situationen är. Det är inte helt ovanligt att man under pågående schaktning, inför exempelvis ett husbygge eller ett vägbygge, finner att det är något fel med jorden. Det kanske luktar bensin och diesel, eller också är jorden konstigt färgad.
Naturvårdsverket har utgivit rapporter med generella riktvärden för förorenad mark. Kortfattat kan nämnas KM och MKM. KM står för känslig markanvändning och betyder att marken kan användas för till exempel bostadsändamål. MKM betyder mindre känslig markanvändning och kan användas i exempelvis industriområden eller som täckning av en deponi. Vanligt förekommande är även platsspecifika värden som tas fram för den enskilda saneringsplatsen och de förhållanden som råder på platsen.

### Åtgärder
Petroleum- och PAH-förorenade massor behandlas framgångsrikt biologiskt (biologisk behandling eller bioremediering). Det kan ske utan att jorden flyttas, genom att den ympas med lämpliga bakterie- eller svampkulturer, gödslas för att gynna bakterieaktiviteten eller insås med växter, till exempel fodergetruta, vilkas rotsystem gynnar petroleumnedbrytande mikroorganismer. 
Biologisk behandling kan också ske med den så kallade Biosanmetoden (onsite, dvs på plats, eller offsite, dvs på annan plats), vilket innebär att jordmassor läggs upp i "limpor" om 4 000-5 000 ton vardera. Mikroorganismer (bakterier och svampar) sköter nedbrytningen av kolvätena. Tillgång på syre, näring och vatten är viktigt för att processen skall fungera. Det tar 2-12 månader att behandla jorden med denna metod, beroende på föroreningsgraden. Behandlingstiden är något längre för PAH. 
Tungmetallhaltiga massor kan med fördel genomgå jordtvätt. Materialet genomgår sortering i olika partikelstorlekar (grovsten-, sand- och grusfraktioner). Materialet skrubbas och i slutändan kommer ett finkornigt lerliknande material ut. Denna filterkaka innehåller höga koncentrationer av föroreningar och deponeras i så kallad klass 1-deponi. Sand- och grusfraktionerna har ofta halter understigande MKM eller KM och kan återanvändas i olika anläggningsprojekt enligt uppställda regler.
Termisk avdrivning innebär att materialet hettas upp till ca 400-500 grader. Vid denna temperatur förångas PAH, som därefter förbränns i en efterbrännkammare. Barlastmaterial kan ofta återanvändas. Metoden är effektiv men dyr, innebär höga etableringskostnader och med tveksam miljönytta. Det åtgår stor mängd dieselolja per ton jord vilket ger betydande utsläpp av fossilt koldioxid.
I svårare föroreningsfall kan deponi i klass 1-deponi eller förbränning tillämpas. Klass 1-deponi är uppbyggd enligt stränga EU-krav. Det finns ett fåtal i Sverige.

## Platser där jordrening utförs
Stora marksaneringsprojekt utförs ibland på saneringsplatsen (onsite). Detta förutsätter att bl.a. tid och plats finns. 
På flera platser i Sverige finns speciella permanenta behandlingsanläggningar (offsite), med tillstånd, som tar emot och utför behandlingsåtgärder. Dessa ligger ofta i nära anslutning till en modern deponi. De modernaste kan även ta emot massor, i stora volymer, när akuta situationer efter olyckor och utsläpp skett i samhället. Som kund kan man begära mottagningsbevis och miljögaranti som styrker vad som skett med ens lämnade massor. När ändå förorenat material transporteras till behandlingsanläggning är det smart att få returlass med återvunnet material med sig tillbaka. Bra och miljöklok logistik ska eftersträvas.

## Fördelar med att behandla
Förorenade massor kan innebära att människa, djur och natur tar skada. Även egendom kan skadas. Somliga ämnen är mer hälsoskadliga än andra och orsaka svåra hälsoeffekter som exempelvis cancer.
På en del platser med saneringsbehov görs platsspecifika bedömningar att materialet ska ligga kvar. 
Förorenad jord med höga halter av föroreningar är ofta farligt avfall och omfattas av regelverken för farligt avfall. 
Att köra avfall till tippen för slutförvaring där innebär att problemen flyttas någon annanstans. Så har man gjort länge och det pågår sannolikt fortfarande i Sverige. Det finns gott om småtippar ute i kommunerna. Kommande stora och kostnadskrävande saneringsprojekt är just dessa tippar som av okunnighet och oförstånd tillåtits fortgå. Vi ska dock minimera vår deponering och inte låta "sopberget" växa.
Med tipp menas område, avstjälpningsplats, där olika slags avfall tippas som inte är uppbyggd enligt moderna principer. Tippningen kan ha skett okontrollerat (även farligt avfall). Med deponi menas däremot område som anlagts enligt EU-krav med speciella bottenförhållanden, bottentätning, kontrollerad lakvattenhantering m.m.

## Kostnader
Man kan grovt säga att den som har orsakat och/eller är "ägare" till problemet betalar, men svaret är inte så enkelt. Saneringar föregås ofta av juridiska processer om vem som ska betala.
Staten betalar varje år för en del saneringar av gammalt datum. Dessa projekt har i flera fall medfört omfattande undersökningar och att massorna ligger kvar. Lokala deponier har ibland byggts nära saneringsplatsen.
En annan viktig aktör inom markrening är Spimfab (SPIMFAB - SPI Miljösaneringsfond AB), vilka renar före detta bensinstationer. Spimfab är grundar sig på ett frivilligt initiativ från oljebolagen, och syftar till göra reningen kostnadseffektiv. Genom detta initiativ undgås utdragna juridiska processer. Spimfab är den näst största aktören, näst efter statens bidragssystem, enligt Naturvårdsverket.

## Forskning och utveckling
Utvecklingen går snabbt mot att mer och mer massor behandlas biologiskt och återvinns. Jordtvätt är ett bra alternativ för tungmetallhaltigt material. Det finns även en del andra metoder som kan vara värda att studeras närmare.
Deponering förekommer fortfarande i stor skala, i ett kretsloppssamhälle är återvinning dock att föredra.